# كهوف قريبة
الكهوف القريبة أو كهوف القديس أنتوني (الأوكرانية: Ближні печери ،Blyzhni pechery، الروسية: Ближние пещеры ،Blizhnie peschery) هي كهوف تاريخية وشبكة من الأنفاق في دير الكهوف في القرون الوسطى في كييف. عاصمة أوكرانيا. يبلغ إجمالي طول الكهوف القريبة 383 مترًا وعمقها من 5 إلى 20 مترًا (انظر الخريطة).
تأسست الكهوف القريبة في عام 1057، عندما تم تعيين القديس فارلام كأول رئيس دير كييف بيشيرسك لافرا من قبل القديس أنتوني. انسحب الراهب أنطوني من الدير واستقر في وقت لاحق على تل جديد، حيث حفر زنزانة جديدة تحت الأرض، تسمى الآن الكهوف القريبة.

## أعمال البناء
تحتوي الكهوف القريبة على كنيسة القديس أنطوني تحت الأرض، وكنيسة دخول أم الرب إلى الهيكل، وكنيسة القديس فارلام. تحتوي الكهوف أيضًا على ما مجموعه 79 مدفناً على قيد الحياة، من بينها نستور كرونكلر، والفنانين الأيقونيين أليبي وغريغوري، والطبيب أغابيت، والأمير الزاهد نيكولاي سفياتوشا، والشهيد المقدس كوكشا، بالإضافة إلى بقايا شهيد. للبطل الملحمي إيليا موروميتس. أثناء فحص الرفات، تبين أن إيليا موروميتس قد مات متأثراً بطعنه. وفقًا لأسطورة، قامت قوة من الملائكة بنقله من المكان الذي مات فيه إلى كهوف لافرا.